# Carybdeidae
Carybdeidae é uma família de cubozoários da ordem Carybdeida.

## Géneros
- Anthracomedusa Johnson & Richardson, 1968
- Carukia Southcott, 1967
- Carybdea Péron & Lesueur, 1809
- Malo Gershwin, 2005
- Quadrimedusina Harrington & Moore, 1955
- Tamoya Müller, 1859
- Tripedalia Conant, 1897